# Клейварватн
63°55′30″ пн. ш. 21°58′48″ зх. д. / 63.925° пн. ш. 21.98° зх. д.
Клейварватн (ісл. Kleifarvatn) — найбільше озеро на півострові Рейкьянес в Ісландії, розташоване поруч з геотермальними областями Крісювік і Гуннухвер.
Поруч з озером знаходяться два геотермальних джерела, які не видно візуально, але чию наявність можна визначити за високою температурою навколо них. Максимальна глибина озера, за різними джерелами, становить від 97 до 107 метрів.
Після великого землетрусу 17 червня 2000 року озеро стало зменшуватися і його поверхня скоротилася на 20%. Однак до 2008 року тріщини, що виникли в результаті землетрусу, заповнилися, і рівень води в озері відновився до колишнього показника. В результаті землетрусу приблизно в 10 метрах від берега озера з'явилися гарячі джерела.
Біля берегів озера можна знайти «подушки» застиглої лави.
На озері проходили зйомки епізоду «Крокодил» серіалу «Чорне дзеркало», фільму «Ной».